# Țenovici, Silistra
Țenovici (în bulgară Ценович, în română General Praporgescu) este un sat în comuna Silistra, regiunea Silistra, Dobrogea de Sud, Bulgaria. Majoritatea locuitorilor erau români.
Între anii 1913-1940 a făcut parte din plasa Silistra a județului Durostor, România.

## Demografie
Componența etnică a satului Țenovici
     Bulgari (87,8%)
     Nicio identificare (12,19%)
     Altele (0%)
La recensământul din 2011, populația satului Țenovici era de 41 locuitori. Din punct de vedere etnic, majoritatea locuitorilor (87,8%) erau bulgari. Pentru 12,19% din locuitori nu este cunoscută apartenența etnică.